# Autoroute A624 (France)
L'autoroute A624 est une autoroute urbaine reliant le périphérique de Toulouse à l'échangeur de Purpan, à la RN 124 au niveau de Colomiers dans la banlieue toulousaine.
C'est une pénétrante urbaine non concédée, d'une longueur de 4 kilomètres et mise en service à la fin des années 1980. Elle assure la connexion avec la Rocade Arc-en-Ciel, une rocade de banlieue, reliant Colomiers à l'A64, en parallèle du Périphérique Ouest. Malgré son prolongement vers Pibrac et sa connexion avec la déviation de Léguevin en 2010, elle demeure engorgée aux heures de bureau jusqu'à la limite du département du Gers.
L'itinéraire Toulouse-Auch ne sera intégralement en 2×2 voies qu'après la fin de la mise aux normes autoroutières de la route RN124,.

## Historique
L'autoroute a été construite vers la fin des années 1980 pour relier la déviation de Colomiers depuis l'échangeur de la Fontaine Lumineuse à la rocade ouest de Toulouse.
À l'origine, une partie de la route n'était qu'une simple route à double-sens bordée de platanes, qui entrait dans le quartier de Saint-Martin-du-Touch.

## Son parcours
- Échangeur entre A620 et A624
- Début de l'autoroute A624
- 1 Ancely : Purpan, Casselardit, Lardenne, Saint-Cyprien
- Échangeur entre A624 et M901 : Aéroport de Blagnac, Blagnac, Cornebarrieu
- Échangeur entre A624 et M980 +  2 La Crabe : Airbus, Saint-Martin-du-Touch
- 3 La Fontaine Lumineuse : Airbus, Colomiers-est, Les Ramassiers
- Fin de l'autoroute A624 et début de la voie rapide N124